# Jacques van Hellenberg Hubar
Jacques Adrien Gérard Marie van Hellenberg Hubar (Tilburg, 17 augustus 1896 – Hilversum, 4 juni 1951) was een Nederlandse jurist en rooms-katholiek politicus. Hij was onder meer burgemeester van Rijswijk en Hilversum.
Van Hellenberg Hubar kwam uit een rooms-katholiek Brabants milieu. Zijn vader, kandidaat-notaris en agent van De Nederlandsche Bank, heette oorspronkelijk Hubar, maar wijzigde in 1920 zijn naam in Van Hellenberg Hubar.
Jacques van Hellenberg Hubar volgde het gymnasium R.K. "Sint Canisius College" in Nijmegen en studeerde vervolgens rechtswetenschap aan de Rijksuniversiteit Utrecht. Hij voltooide zijn studie in 1919, en vestigde zich als advocaat in Den Haag (1919-1920). Op 8 juni 1920 trouwde hij in Nijmegen met Christina van Wamel; ze kregen vier zoons en twee dochters.
Van 1919 tot 1921 was Van Hellenberg Hubar chef rechtskundige van het Nationaal Hanzebureau, onderdeel van de Nederlandse Rooms-Katholieke Middenstandsbond, en van 1921 tot 1933 was hij directeur van dit orgaan. Van 1923 tot 1933 was hij tevens raadslid en wethouder van Rijswijk. In 1929 werd hij voor de Roomsch-Katholieke Staatspartij in de Tweede Kamer gekozen, en hij hield zich daar tot 1934 bezig met middenstand en landbouw.
Na het overlijden van burgemeester J.C. Pape van Rijswijk in 1931, nam hij diens functie tot november 1933 tijdelijk waar. Daarna werd hij officieel benoemd tot burgemeester van Rijswijk. In die rol sloot hij in 1936 het openluchtzwembad De Put omdat hij gemengd zwemmen onzedelijk vond. Het conflict met de zwemvereniging werd tot aan de Hoge Raad uitgevochten en het oordeel viel uit in het nadeel van de burgemeester. Hij bleef aan tot 1946 met een onderbreking van 1943 tot 1945, omdat hij door de Duitse bezetter aan de kant werd geschoven. In 1946 werd hij benoemd tot burgemeester van Hilversum. Deze functie zou hij uitvoeren tot aan zijn plotselinge dood in 1951. Men omschreef hem als iemand met een innemende mildheid en een magistrale leiding. Hij had een grote belangstelling voor het verenigingsleven; bij zijn dood was hij betrokken bij zo'n twintig organisaties.
In 1950 werd hij benoemd tot officier in de Orde van Oranje-Nassau. In Rijswijk en in Hilversum werd een straat naar hem vernoemd.
In Rijswijk woonde hij aan de Oranjelaan 27 en Herenstraat 20 (ambtswoning), in Hilversum aan de Soestdijkerstraatweg 90.
- Biografisch Portaal: 25243256
- Parlement.com: vg09ll1l5jzr